# Abby Brammell
Abby Brammell (Kentucky, 19 marzo 1979) è un'attrice televisiva statunitense.
Brammell è nata nel Kentucky ed è stata cresciuta a San Antonio, in Texas, dove si è diplomata alla Winston Churchill High School nel 1997.
Ha frequentato la scuola teatrale della Carnegie Mellon University nel 2001.
Il 27 maggio 2006 ha sposato l'attore televisivo Jake LaBotz, dal quale però ha divorziato all'inizio del 2008.

## Filmografia

### Cinema
- Sawtooth (2004)
- The Last Run (2004)
- Un soffio per la felicità (Like Dandelion Dust), regia di Jon Gunn (2009)
- No place, CA cortometraggio (2010)
- In The Black (2011)
- Così è la vita (Life Happens), regia di Kat Coiro (2011)
- Jobs, regia di Joshua Michael Stern (2013)
- North Blvd, regia di Amy Esacove (2018)

### Televisione
- Demon Town (Glory Days) – miniserie TV (2002)
- CSI - Scena del crimine (CSI: Crime Scene Investigation) – serie TV, episodi 2x16-11x19 (2002-2011)
- Fastlane – serie TV, episodio 1x02 (2002)
- Push, Nevada – serie TV, 4 episodi (2002)
- Birds of Prey – serie TV, episodio 1x10 (2003)
- Star Trek: Enterprise – serie TV, episodi 4x04-4x05-4x06 (2004)
- Six Feet Under – serie TV, 4 episodi (2005)
- The Shield – serie TV, 4 episodi (2005)
- Crossing Jordan – serie TV, episodio 5x04 (2005)
- The Unit – serie TV, 69 episodi (2006-2009)
- The Mentalist – serie TV, episodio 2x04 (2009)
- Medium – serie TV, episodio 6x05 (2009)
- Lie to Me – serie TV, episodio 2x09 (2009)
- Castle – serie TV, episodio 2x21 (2010)
- NCIS - Unità anticrimine (NCIS) – serie TV, episodio 8x03 (2010)
- Chase – serie TV, episodio 1x15 (2011)
- Criminal Minds – serie TV, episodio 7x10 (2011)
- Playdate - I nuovi vicini (Playdate), regia di Andrew C. Erin – film TV (2012)
- NCIS: Los Angeles – serie TV, episodio 4x05 (2012)
- Blind Justice 3D (2012)
- The Night Shift – serie TV, episodio 1x03 (2014)
- Longmire – serie TV, episodio 3x04 (2014)
- Rizzoli & Isles – serie TV, episodio 6x02 (2015)
- JL Ranch, regia di Charles Robert Carner – film TV (2016)
- 9-1-1 – serie TV, 5 episodi (2018)
- Bosch – serie TV, 9 episodi (2020)

## Doppiatrici italiane
Nelle versioni in italiano delle opere in cui ha recitato, Abby Brammell è stata doppiata da:
- Sabrina Duranti in The Shield, NCIS - Unità anticrimine
- Laura Boccanera in The Unit
- Monica Ward in Castle
- Roberta Pellini in CSI - Scena del crimine (ep. 11x19)
- Cristina Poccardi in NCIS: Los Angeles
- Cristina Giachero in Jobs
- Daniela Calò in 9-1-1 (st. 1-2)
- Laura Cosenza in 9-1-1 (ep. 5x07)
- Sara Ferranti in Bosch
- Guendalina Ward in Found
- Chiara Colizzi in On Call - Di pattuglia

Da doppiatrice è stata sostituita da:
- Beatrice Caggiula in Call of Duty: Black Ops III